# Dr. Clavan
Dr. Clavan is een personage uit het Nederlandse televisieprogramma Keek op de week (1989-1993) van Van Kooten en De Bie.
Dr. Remco Clavan (gespeeld door Kees van Kooten) verscheen voor het eerst op de Nederlandse televisie op 12 november 1989. In hun programma Keek op de week gaven Van Kooten en De Bie bij monde van de Oost-Europa-deskundige dr. Clavan regelmatig commentaar en (vage) duiding bij de ontwikkelingen in met name Roemenië, waaronder vooral de vrijmaking na de val van dictator Nicolae Ceaușescu. Neergezet als een expert die uitblonk in bloemrijk verhulde onwetendheid voerde hij een gesprek met presentator Louc Hobbema (gespeeld door Wim de Bie), waarin zijn reacties op de gestelde vragen niet veel meer waren dan de letterlijke herhalingen daarvan. Met veel omhaal van woorden kwam zijn verhaal er in feite op neer dat hij ook niet wist hoe het verder zou gaan met de landen achter het IJzeren Gordijn, en dat hij Hobbema niet meer kon vertellen dan deze zelf al wist. Van Kooten beschreef dit typetje, dat zo groots was op zijn nieuwe status als 'tv-deskundige', zelf als "gloriedronken".
Lang werd vermoed dat Kees van Kooten met dr. Remco Clavan de Oost-Europadeskundige Martin van den Heuvel persifleerde, die in de jaren tachtig en negentig vaak op televisie te zien was. Van den Heuvel kon het wel waarderen, hoewel de parodie eerder karikaturaal dan vleiend was: dr. Clavan sprak met sterk nasale stem, kneep zijn neus en ogen samen en kwam over als een wereldvreemde persoon, wiens kennis in de veranderde wereld nog maar weinig voorstelde. Tijdens een uitzending van B&W op 14 november 2003 verklaarde Arjen van der Grijn, de vaste grimeur van Van Kooten en De Bie, dat ze Van den Heuvel tijdens de creatie van het typetje nog niet kenden, en dat Clavan gebaseerd was op Aad Kamsteeg, de toenmalige buitenlandspecialist van de EO.

## Varia
- Kees van Kooten en zijn vrouw Barbara hadden een bijzondere band met het land Roemenië, en waren zo'n tien jaar bevriend met de (wel-bestaande) Roemeense Ralu Balescu, die ze ooit hadden ontmoet op een wintersportvakantie in de Karpaten.
- Dr. Clavan kreeg een tweede leven toen de Universiteit Utrecht het boekje Zoekt u dr. Clavan? uitbracht, waarin de deskundigen van de universiteit aan de media worden voorgesteld.[3]
- De naam Clavan is ontleend aan de Haagse voetballer Mick Clavan.[3]